# Pytaguares Futebol Clube
El Pytaguares Futebol Clube fue un Equipo/ Club de Fútbol de la Ciudad de Jampa, en el Estado del Paraíba, del Brasil.  Jugaba en el Campeonato Paraibano de Fútbol. 
- Datos: Q10355598